# Пограбування (фільм, 1967, реж. Ален Кавальє)
«Пограбування» (фр. Mise à sac) — франко-італійська кримінальна драма, поставлена у 1967 році режисером Аленом Кавальє.

## Сюжет
Едгар, колишній бухгалтер заводу Мартенс, організовує зухвале пограбування у Серважі, невеликому містечку у французьких Альпах. Його план операції, призначеної в ніч напередодні робітничої зарплати, передбачає нейтралізацію протягом ночі поліцейської дільниці, пожежної станції та телефонного комутатора. Коли це буде зроблено, його люди зможуть спокійно пройти до банку, забрати на пошті сейф з заробітною платою для працівників місцевого заводу та гроші двох або трьох універмагів. Прагнучи здійснити задум ідеально, керувати групою Едгар наймає Жоржа, професійного бандита. План блискучий, але не все буде проходити відповідно до задуму…

## В ролях
| Даніель Івернель  | ···· | Едгар                 |
| Мішель Константен | ···· | Жорж                  |
| Франко Інтерленгі | ···· | Моріс                 |
| Філіп Моро        | ···· | Паулюс                |
| Поль ле Персон    | ···· | Стефан                |
| Ірен Тюнк         | ···· | телефоністка Марі-Анж |
| Жульєн Вердьє     | ···· | Лебуссон              |
| Сімона Ландрі     | ···· | мадам Ланкре          |
| Філіп Огуз        | ···· | Вісс                  |
| Жан Шампйон       | ···· | Керіні                |
| Крістіана Лакен   | ···· | Жанін                 |
| Андре Руйє        | ···· | Ротенбах              |
| Анрі Атталь       | ···· | Сальса                |